# سوف‌های آزاد
سوف‌های آزاد (نام علمی: Percopsis) نام یک سرده از تیره سوف‌آزادان است.